# Astillero Perno
El astillero Perno es un astillero en Turku, suroeste de Finlandia, que se especializa en la construcción de cruceros, ferries de pasajeros, embarcaciones especiales y proyectos offshore. El área del complejo es de 144 hectáreas (360 acres). El astillero está gestionado por Meyer Turku Oy, filial de la compañía alemana Meyer Werft. El dique seco tiene 365 metros (1198 pies) de largo, 80 metros (260 pies) de ancho y 10 metros (33 pies) de profundidad, y está equipado con dos puentes grúa con capacidades de 600 toneladas y 1200 toneladas. El puente grúa más nuevo, con una capacidad de 1.200 toneladas, es el más grande de los Países nórdicos.